# Trevor McNevan
Trevor McNevan (conhecido também como Teerawk) nasceu em 17 de julho de 1978 em Peterborough, Ontário, Canadá. Ele é o vocalista/compositor da banda Thousand Foot Krutch.
Ele possui um projeto paralelo junto com o baterista do Thousand Foot Krutch, numa banda de pop punk chamada FM Static juntamente com Steve Augustine (o terceiro Thousand Foot Krutch baterista). Sua primeira banda, Oddball, estão o ex-Thousand Foot Krutch membros Dave Smith (guitarra) e Tim Baxter (baixo), bem como Three Days Grace baterista Neil Sanderson. Oddball Shutterbug liberou o recorde de 27 canções, em 1995, com meia hip-hop e rock metade.

## Carreira

### Thousand Foot Krutch
McNevan é o único membro original do Thousand Foot Krutch. Ele formou a banda em Peterborough, Ontário, em 1997, juntamente com o guitarrista original Dave Smith.

### I Am the Storm
Voltando às suas raízes musicais, McNevan anunciou seu projeto solo de hip-hop I Am the Storm no início de 2018. Após uma campanha de sucesso no site de financiamento coletivo PledgeMusic, ele lançou Fight Musik, vol. 1 em meados de setembro daquele ano.

### Outros trabalhos
McNevan co-escreveu e co-produziu o primeiro álbum de Hawk Nelson, Letters to the President, e co-escreveu seu segundo, terceiro e quarto álbuns: Smile, It's The End of the World e Live Life Loud. Ele também co-escreveu a música "Bring In Out" com a banda para o filme Yours, Mine and Ours, no qual a banda também se apresentou. McNevan também estrelou o videoclipe "California" de Hawk Nelson como o motorista do Jeep.
McNevan é atribuído principalmente à descoberta e promoção do rapper cristão canadense Manafest. Desde 2005, ele foi um vocalista destacado nos lançamentos do rapper um total de nove vezes e frequentemente co-escreve canções com Manafest para o projeto.
McNevan tem sua própria editora chamada "Teerawk Music", que abriga seus vários empreendimentos de composição, desenvolvimento e produção. A empresa é mencionada na canção 'Run for Cover' do KJ-52 . Fora do TFK e FM Static, ele escreveu canções para TobyMac, Hawk Nelson, Remedy Drive, Decyfer Down, Wavorly, Worth Dying For, Demon Hunter, KJ-52, Manafest, The Letter Black, Nine Lashes, Aliegh Baumhardt e muitos outros.